# Alcimus longipes
Alcimus longipes är en tvåvingeart som först beskrevs av Macquart 1838.  Alcimus longipes ingår i släktet Alcimus och familjen rovflugor. Inga underarter finns listade i Catalogue of Life.